# Víctor (Colorado)
Víctor es una ciudad ubicada en el condado de Teller en el estado estadounidense de Colorado. En el Censo de 2010 tenía una población de 397 habitantes y una densidad poblacional de 569,82 personas por km².

## Geografía
Víctor se encuentra ubicada en las coordenadas 38°42′32″N 105°8′31″O / 38.70889, -105.14194. Según la Oficina del Censo de los Estados Unidos, Víctor tiene una superficie total de 0.7 km², de la cual 0.7 km² corresponden a tierra firme y (0%) 0 km² es agua.

## Demografía
Según el censo de 2010, había 397 personas residiendo en Víctor. La densidad de población era de 569,82 hab./km². De los 397 habitantes, Víctor estaba compuesto por el 91.94% blancos, el 0.5% eran afroamericanos, el 2.52% eran amerindios, el 0.5% eran asiáticos, el 0% eran isleños del Pacífico, el 2.77% eran de otras razas y el 1.76% pertenecían a dos o más razas. Del total de la población el 7.81% eran hispanos o latinos de cualquier raza.